# Schumacher College
Schumacher College es una universidad próxima a Totnes, Devon, Inglaterra, que ofrece programas de maestría, cursos cortos y programas de horticultura centrados en la ecología. Además de estudiantes británicos y europeos, atrae a un gran volumen de estudiantes internacionales de países como Brasil, Japón y Estados Unidos.

## Descripción
La universidad fue cofundada en 1990 por Satish Kumar, John Lane y otros. El primer profesor visitante fue James Lovelock, conocido por proponer la Hipótesis Gaia. Los fundadores, entre los que se encuentra Stephan Harding, se inspiraron en E. F. Schumacher, economista, ambientalista y educador del desarrollo, autor de Lo pequeño es hermoso y Guía para perplejos. Schumacher College ofrece cursos de educación holística para personas preocupadas por temas relacionados con la ecología y la sostenibilidad, en los que "se anima a los estudiantes a desarrollar una relación profunda y participativa con la naturaleza".
En 2019, la universidad fue nombrada finalista en los premios Green Gown, que celebran la sostenibilidad en la educación. La vegetariana universidad, que tiene su propio equipo de cocina, fue seleccionada en la categoría de Alimentos y Bebidas ya que más de la mitad de los alimentos que comen el personal y los estudiantes se cultivan en los jardines de la institución por voluntarios y estudiantes en los programas de horticultura.
La universidad es parte de The Dartington Trust y se encuentra en la finca de 1200 acres de Dartington Hall, al noroeste de la ciudad de Totnes, Devon. Los objetivos caritativos del fideicomiso son utilizar la finca como un banco de pruebas para una sociedad justa y sostenible y tiene un fuerte compromiso con la educación progresiva, las artes, la horticultura sostenible, la agrosilvicultura y la conservación.

## Cursos
Los docentes actuales incluyen a Kate Raworth, Daniel Wahl, Manda Scott, Martin Shaw, Rupert Sheldrake, Vandana Shiva, Colin Campbell, Jon Young y David Abram. Los antiguos docentes han incluido a Henri Bortoft, Stephan Harding, Fritjof Capra, Stanislav Grof, Hazel Henderson, James Lovelock, Lynn Margulis, Arne Naess, Brian Goodwin y muchos otros.
En 2019, la institución desarrolló sus programas de maestría para abarcar un modelo de aprendizaje combinado que permitiera a los estudiantes permanecer y estudiar en el país. También fue reconocida por la Oficina para Estudiantes, lo que permitió a la institución reducir sus tarifas y también que los futuros estudiantes británicos solicitasen préstamos de posgrado para estudiar.
En asociación con la Universidad de Plymouth, Schumacher College ofrece Másteres en Ciencias Holísticas, Pensamiento de Diseño Ecológico y Economía Regenerativa. También tiene un programa de cursos cortos de una, dos y tres semanas durante todo el año.